# Tripleurospermum daghestanicum
Tripleurospermum daghestanicum là một loài thực vật có hoa trong họ Cúc. Loài này được Rupr. ex Boiss. miêu tả khoa học đầu tiên năm 1875.